# C. C. Catch

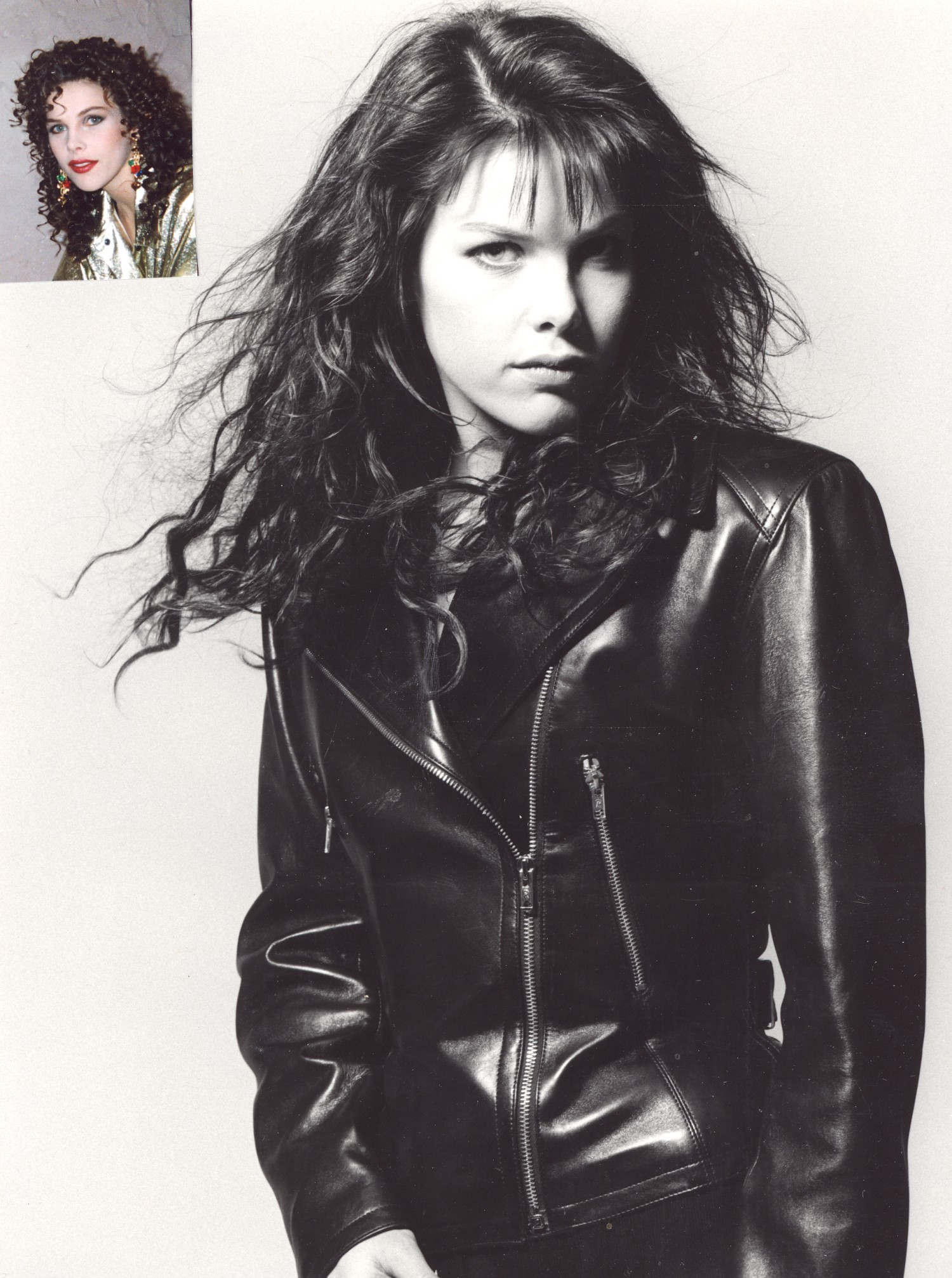
C. C. Catch prin anii '80

C. C. Catch (nume real Caroline Catherine Müller, n. 31 iulie 1964, Oss, Țările de Jos) este o cântăreață neerlandezo-germană de muzică pop, cunoscută mai ales pentru colaborarea cu Dieter Bohlen (de la Modern Talking) în anii 1980.

## Biografie
În a doua jumătate a anilor 1980 a fost una dintre cele mai populare cântărețe de pop europene. A ajuns în topuri cu melodii ca „I Can Lose My Heart Tonight”, „Heartbreak Hotel”, „Heaven and Hell”, „Soul Survivor”, „Are You Man Enough”. La începutul anilor 1990 a dispărut din topuri, fapt care se datorează deteriorării relației sale cu producătorul Dieter Bohlen și pe de altă parte fiindcă reprezenta un sunet disco ieșit din modă. C. C. Catch revine în atenție cu remixuri ale hiturilor vechi, însă nici una din melodiile noi nu a mai atins succesele remarcabile din trecut.

## Discografie

### Albume
- 1986 : Catch the Catch
- 1987 : Welcome to the Heartbreak Hotel
- 1987 : Like a Hurricane
- 1988 : Diamonds
- 1988 : Big Fun
- 1989 : Hear What I Say
- 1998 : Best of '98

### Single-uri
- 1985 „I Can Lose My Heart Tonight”
- 1986 „'Cause You Are Young”
- 1986 „Strangers By Night”
- 1986 „Heartbreak Hotel”
- 1986 „Heaven And Hell”
- 1987 „Are You Man Enough”
- 1987 „Soul Survivor”
- 1988 „House Of Mystics Lights”
- 1988 „Backseat Of Your Cadillac”
- 1988 „Summer Kisses”
- 1989 „Nothing But A Heartache”
- 1989 „Baby I Need Your Love”
- 1989 „Good Guys Only Win In Movies”
- 1989 „Big Time”
- 1989 „Midnight Hour”
- 1990 „The 7-Inch Decade Remix”
- 1998 „C.C.Catch Megamix '98”
- 1998 „Soul Survivor '98”
- 1999 „I Can Lose My Heart Tonight '99”
- 2003 „Shake Your Head”
- 2004 „Silence”